# Liste hohenzollernscher Hoflieferanten

Das Zollernschild mit Krone

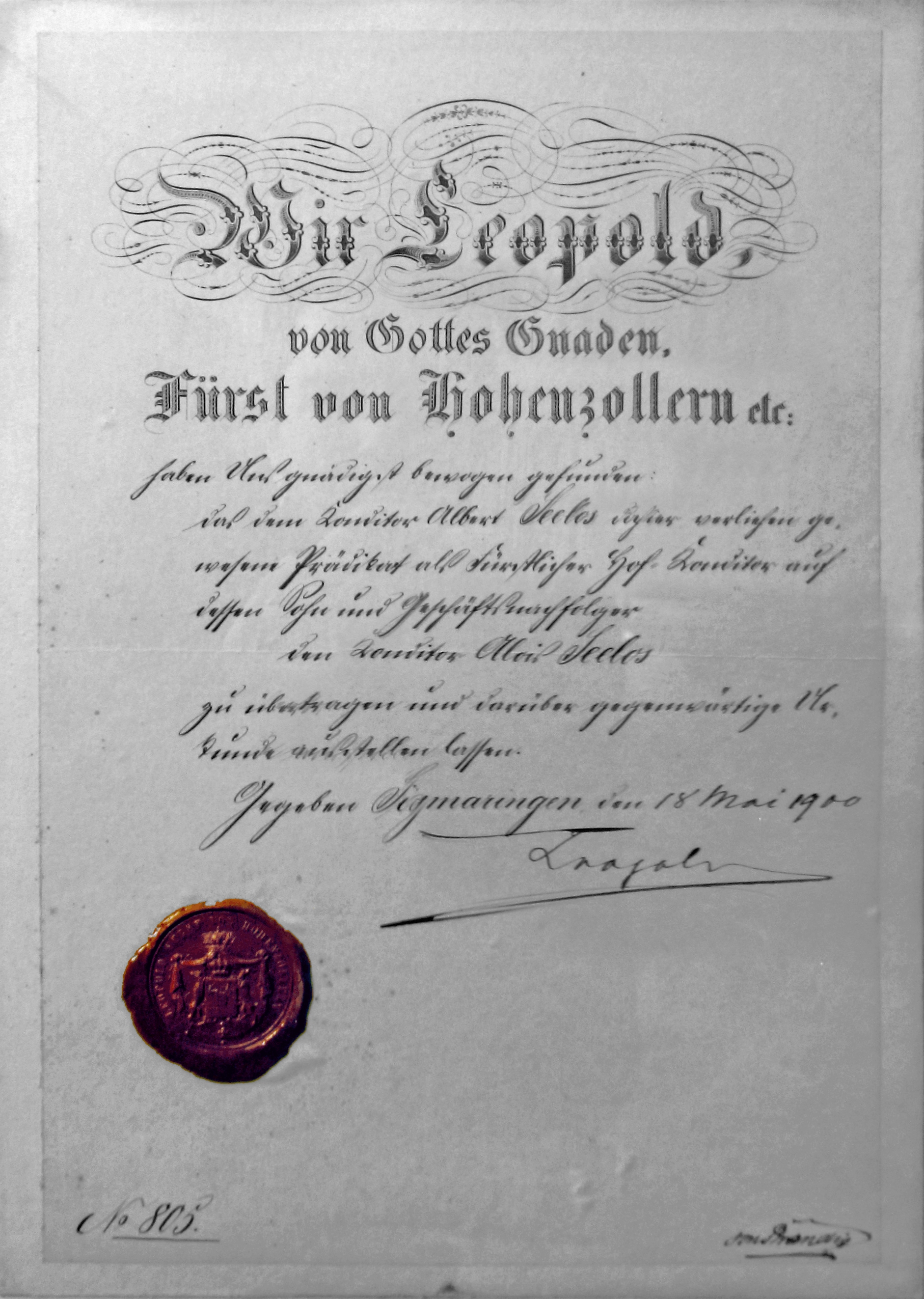
Hoflieferantendiplom an Alois Seelos vom Fürsten Leopold (1900)

In den damaligen Fürstentümern Hohenzollern-Sigmaringen und Hohenzollern-Hechingen wurde ein Unternehmen oder deren Inhaber vom Monarchen für seine Verdienste und auf Grund der hohen Qualität der Produkte mit dem Titel Hoflieferant geehrt.

## Fürstlich hohenzollernsche Hoflieferanten
Die unvollständige Liste unten der offiziellen Hof-Titelträger ist nach Nachnamen aufgestellt:
- Paul Bertler – Hofuhrenmacher und Juwelier, gegründet 1903
- Johann Braun – Hofschmied
- Joseph Eh – Hofbüchsenmacher
- Eduard Gauggel – Möbelhandel-Hoflieferant, Fürst-Wilhelm-Straße 24, Sigmaringen
- Karl Günthert – Hofzahnarzt
- Friedrich Haberbosch – Musikalien, Musikinstrumente, Fürst-Wilhelm-Straße 21, Sigmaringen
- Rupert Häberle – Hofwagnermeister
- Harrer – Hofuhrenmacher
- Friedrich Heinzelmann – Hofglasermeister, Antonstraße 23
- Josef Hering – Hofhutmacher, Fürst-Wilhelm-Straße 28, Sigmaringen
- Martin Krezdorn – Hofuhrenmacher
- Karl Kronmaier – Hofkupferschmied
- Friedrich Kugler – Hofphotograph
- M. Liehner GmbH – Hofbuchdruckerei[1]
- Lutz – Hofschlossermeister
- Julius Maag & Sohn – Hofbräuhaus, gegründet 1875[2]
- Fidelis Maute – Hofschmiede
- Eduard Meier – Schuhe, München
- Nerz – Hofkonditorei, Hechingen
- Julius Söhn – Hoffotograf, Düsseldorf
- Otto Stehle – Hustenbonbons
- Alois Seelos – Hofkonditor, Hofkonditorei Huthmacher, Fürst-Wilhelm-Straße 22, Sigmaringen
- Johann Georg Röcker – Hofkonditor, Hechingen
- Franz Schön – Hofbäcker
- priv. Hof-Apotheke – Sigmaringen
- Tönnes – Hofbildhauer
- Friedrich Volkwein – Hofzimmermeister
- Fidelis Wolfer – Bierlieferant, Gasthaus Traube, Fürst-Wilhelm-Straße 19, Sigmaringen